# Hotarionomus ilocanus
Hotarionomus ilocanus är en skalbaggsart som beskrevs av Heller 1899. Hotarionomus ilocanus ingår i släktet Hotarionomus och familjen långhorningar.
Artens utbredningsområde är Filippinerna. Inga underarter finns listade i Catalogue of Life.